# Società Sportiva San Giovanni
La Società Sportiva San Giovanni, meglio nota come San Giovanni, è una società calcistica sammarinese con sede nel castello di Borgo Maggiore. La società fu fondata nel 1948 ed ha sede nella curazia di San Giovanni sotto le Penne; i colori sociali sono il rosso, il nero e il bianco.

## Palmarès

### Altri piazzamenti
- Campionato sammarinese:

Secondo posto: 1985-1986
- Coppa Titano:

Finalista: 2012-2013